# Le Retour des Princes français à Paris
"Le Retour des Princes français à Paris" fu de facto l'inno nazionale della Francia durante la Restaurazione borbonica della Francia. Esso utilizza la melodia popolare Vive Henri IV.

## Testo francese
La paix ramène
Tous les Princes Français
Chantons l'antienne,
Aujourd'hui désormais
Que ce bonheur tienne
Vive le Roi !
Vive la Paix!
Vive la France
Et les sages Bourbons
Plein de clémence,
Dont tous les cœurs sont bons!
La Paix, l'abondance
Viendront dans nos cantons.
Quelle joie extrême
Vive, vive d'Artois!
Duc d'Angoulême!
Chantons tous à la fois
Louis dix-huitième,
Descendant de nos rois!
Le diadème
De France est pour un Roi,
Notre vœu même
Est la raison pourquoi,
Oui, Louis nous aime,
Vive, vive le Roi!
Plus de tristesse,
Vive, vive Louis!
Princes, princesses,
Nous sommes réjouis,
Que les allégresses
Règnent dans tous pays !

## Traduzione italiana
Torna la pace
Tutti i principi francesi
Cantano l'inno,
Oggi e sempre
Cos'è questa felicità
Lunga vita al Re! Lunga vita alla pace!
Lunga vita alla Francia
Ed ai saggi Borboni
Pieni di grazie,
I cui cuori sono tutti buoni!
Pace, abbondanza
Pervenga ai vostri villaggi.
Che estrema gioia
Viva, felice Artois!
Duca di Angouleme!
Cantiamo tutti per
Luigi diciottesimo
Discendente dei re!
Il diadema
Di Francia è il re
Nostra speranza
È la ragione per cui
Si, Luigi ci ama,
Lunga vita al re!
Basta tristezze,
Lunga vita a Luigi!
Principi, principesse,
Noi siamo deliziati,
Che gioia
Prevalga in tutti i paesi!

## Vedi
- Vive Henri IV
- La Marsigliese